# École Josaphat
Pour les articles homonymes, voir Josaphat.
L'école Josaphat ou Groupe scolaire n° 1 est une école communale de style Art nouveau édifiée par l'architecte Henri Jacobs aux 229 rue Josaphat et 30 rue de la Ruche à Schaerbeek, Bruxelles.

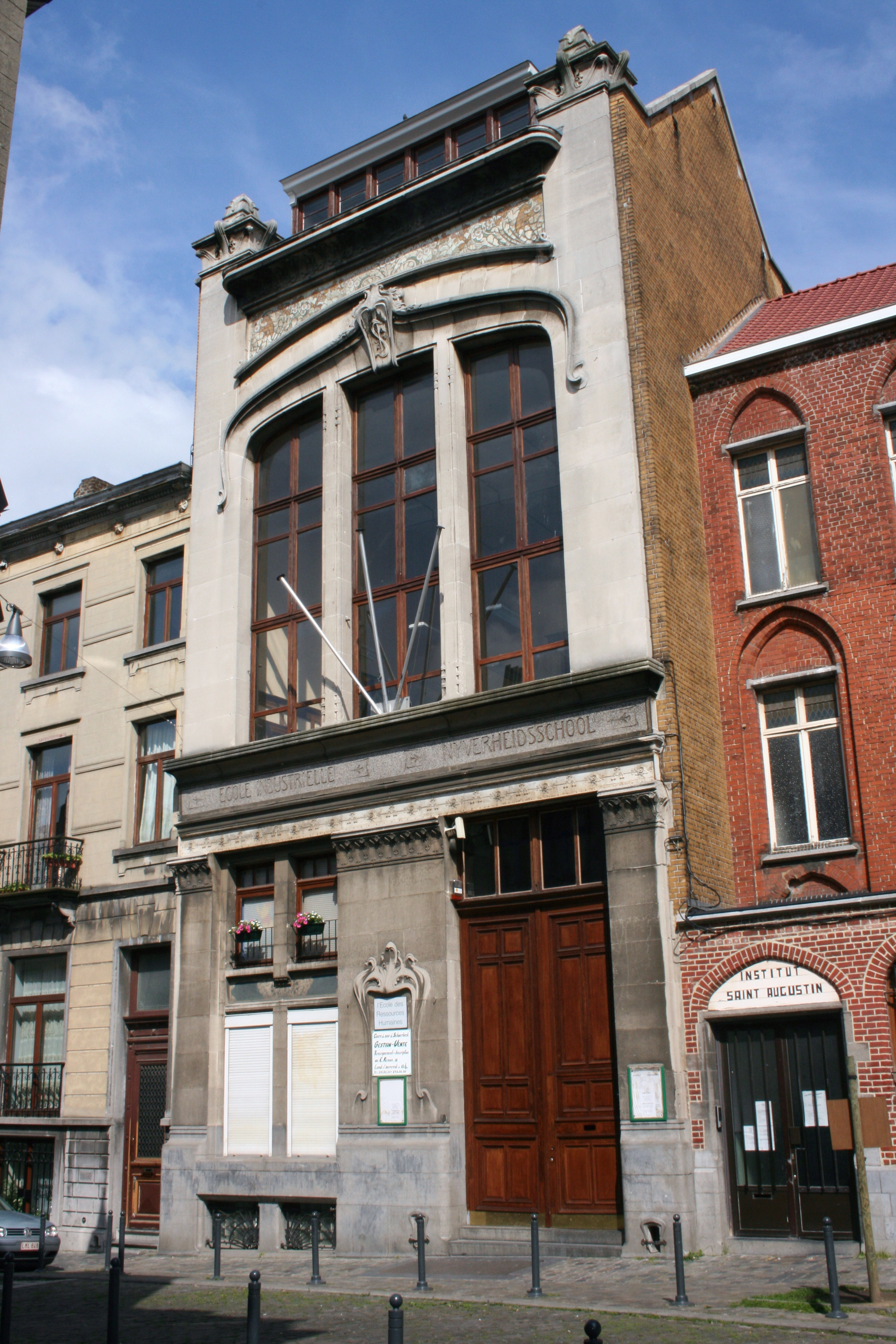
Façade 30 rue de la Ruche, Schaerbeek.

La construction du groupe scolaire des rues Josaphat et de la Ruche est à replacer dans la volonté du collège libéral de la commune de Schaerbeek de consacrer 5 millions de francs à la construction d’écoles entre 1880 et 1895 pour faire face à l’augmentation de la population scolaire. Quand on sait que ce seul groupe scolaire va en absorber près de la moitié, on se rend mieux compte de l’ampleur de ce palais scolaire.
Le site a été classé comme monument en date du 2 avril 1999.

## Un palais scolaire

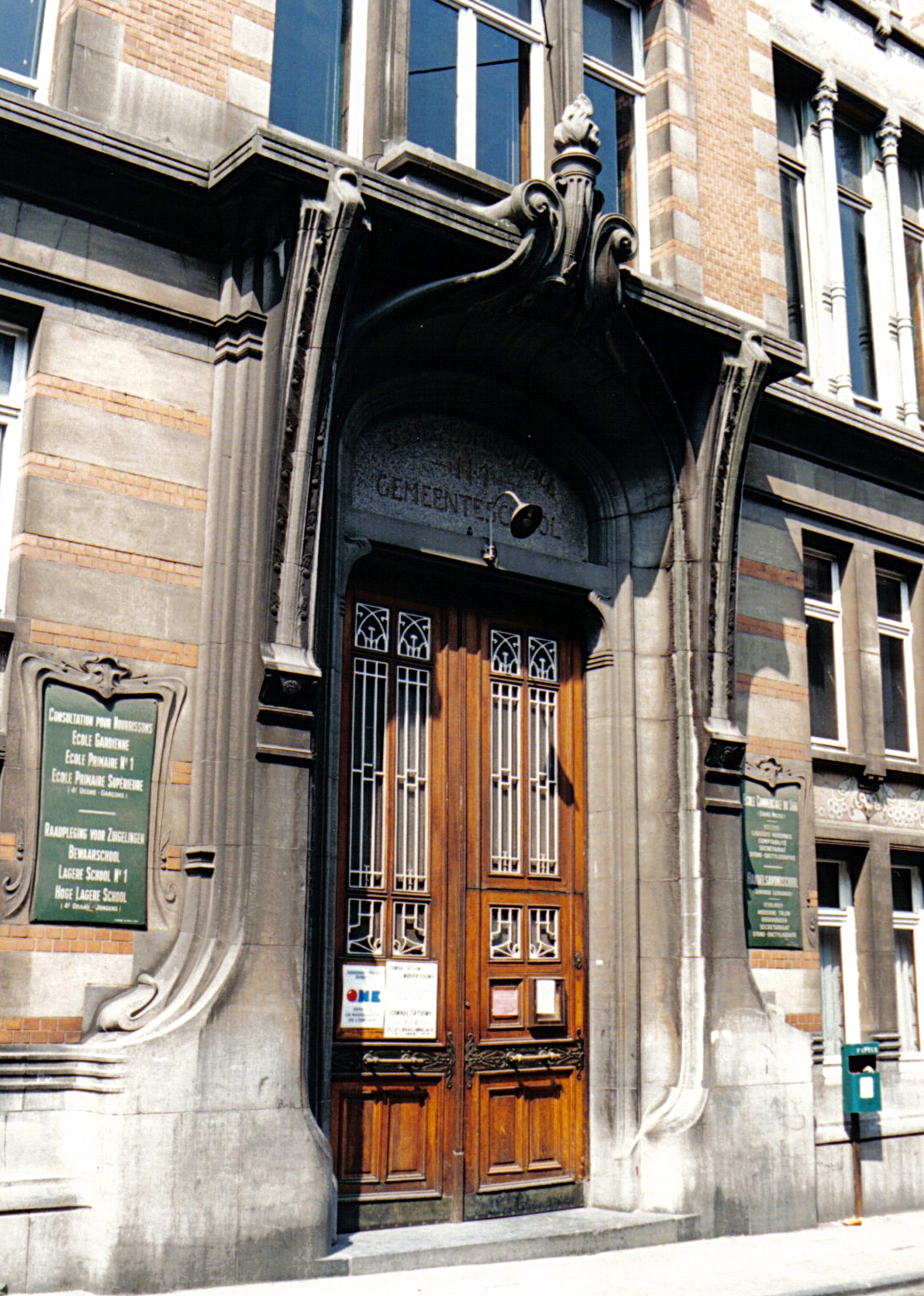
Façade 229 rue Josaphat, Schaerbeek

Le groupe scolaire construit entre le n° 229 de la rue Josaphat et le n° 30 de la rue de la Ruche à Schaerbeek est une des œuvres majeures d’Henri Jacobs. Il est inauguré le 8 octobre 1907. Profitant des différences de niveaux entre les deux rues, l’architecte parvient à y loger 91 salles et de nombreux dégagements capables d’accueillir jusqu’à 1.000 élèves. Ce « palais scolaire » comprend à l’origine une école primaire de 18 classes, un quatrième degré de trois classes et cabinet de physique, une section manuelle (bois, fer, modelage, cartonnage), une école d’éducation physique avec gymnase et bassin de natation, une école d’industrie et de dessin et une bibliothèque populaire équipée d’une salle de lecture.
L’unité de style de l’ensemble et la finition des détails sont salués par la critique de l’époque : « En édifiant ces écoles, l’administration communale a voulu qu’elles servent non seulement à instruire mais à éduquer, à rendre les hommes meilleurs, à relever le niveau moral du peuple et à lui donner le goût du Bien et du Beau en même temps que la Vérité et la Science s’incrustent dans son cerveau ; elle a voulu que le bâtiment lui-même, ainsi que son outillage soient des leçons permanentes complétant l’enseignement de l’instituteur ou du professeur ».
Le choix des matériaux répond aux préoccupations éducatives de l’époque. Sans luxe, l’architecture s’affirme avec force : briques rouges ou émaillées, pierre bleue et marbre gris, fonte et fer laissés apparents. Des motifs décoratifs sobres et des sgraffites de Privat Livemont apportent une touche artistique à l’ensemble.

## Les façades
Les deux façades de la rue Josaphat sont individualisées. Située au n° 229, l’entrée se fait par un bâtiment symétrique, de la taille d’une habitation, présentant un appareillage de briques et pierres sculptées en façade. Trois travées verticales surplombent le porche d’entrée. Les baies vitrées, coiffées d’un linteau surbaissé au dernier étage, sont séparées par des colonnettes en fonte ouvragée, reposant sur des pierres bleues sculptées. La baie centrale est surmontée d’un fronton courbé à clef coiffé d’une balustrade en pierre. Entre les étages, les trumeaux sont décorés de sgraffites. Les corniches, interrompues dans le prolongement de la travée centrale, reposent sur des corbeaux en pierre d’inspiration Art nouveau. La façade du gymnase, située au n° 241 de la rue Josaphat, présente des fenêtres hautes s’ouvrant entre des colonnettes en fonte sur supports en pierre soutenant une gigantesque arcade aux courbes majestueuses.
Du côté de la rue de la Ruche se trouvaient les locaux de l’école industrielle. La façade en pierre présente trois grandes baies surmontées d’un grand arc et une entrée décalée vers la droite. La frise en sgraffite figure la ruche, les abeilles et les fleurs.

## L'intérieur

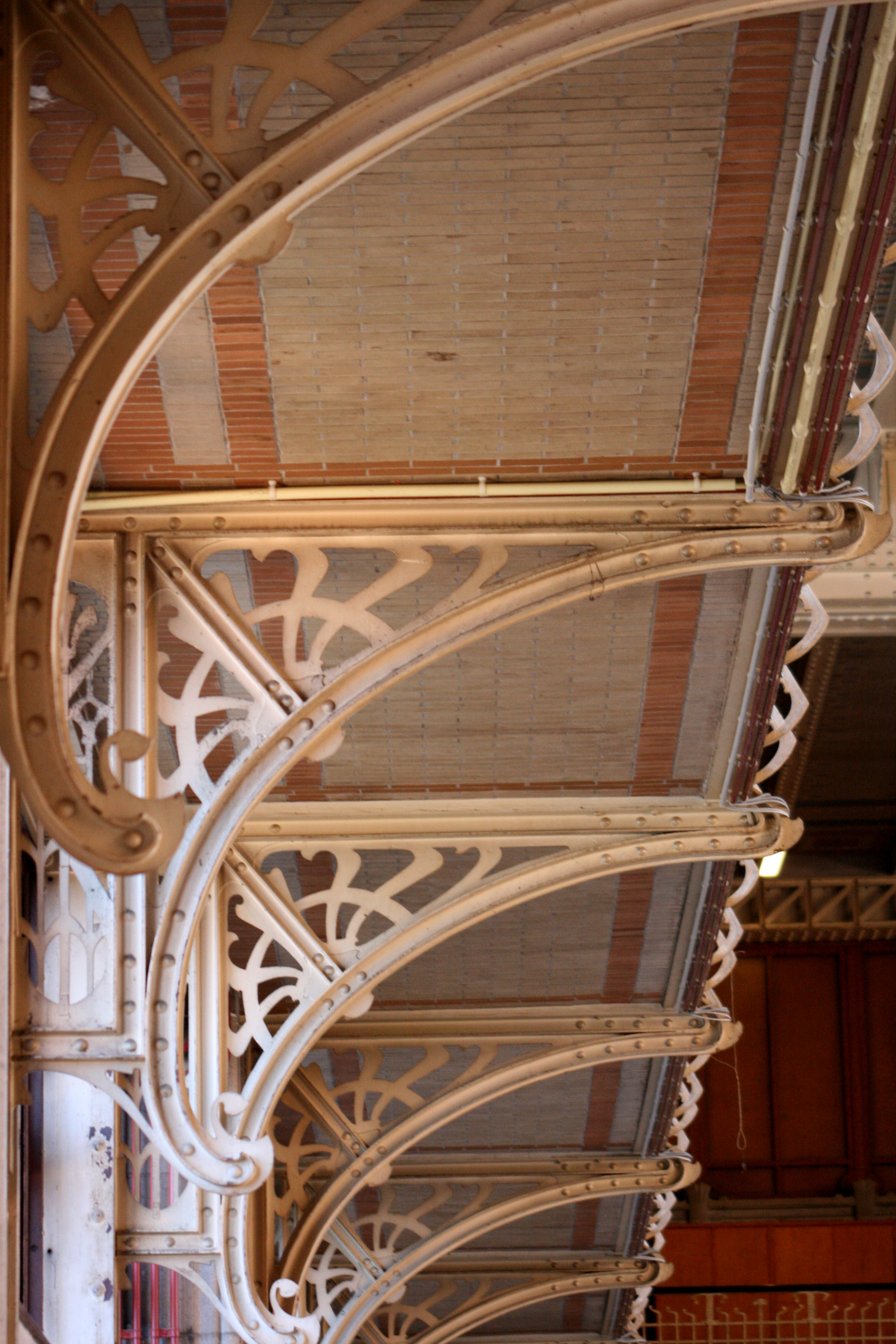
Le préau.

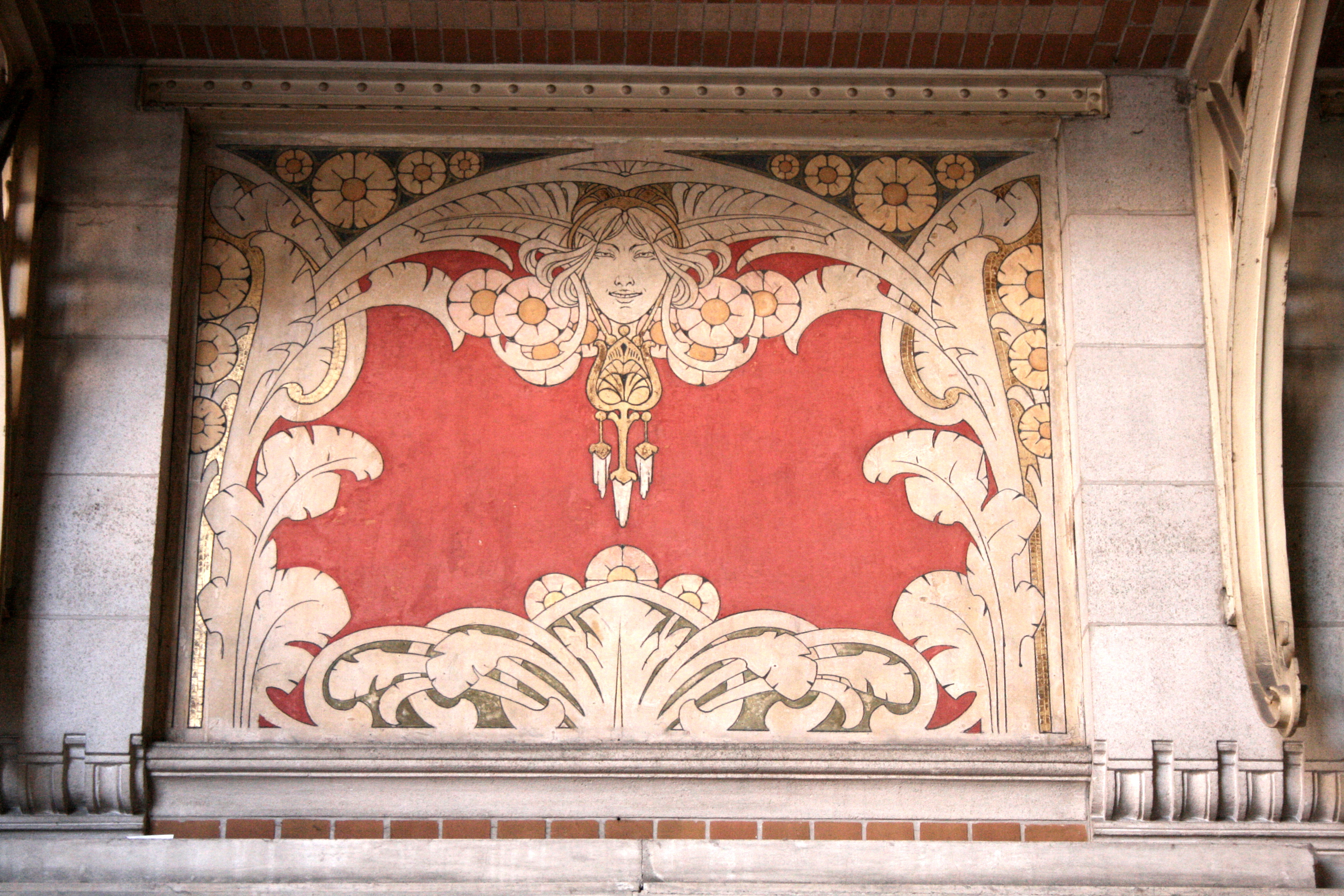
Sgraffite du préau.

Le vestibule est garni d’une belle frise de sgraffites. Les fenêtres retrouvent les colonnettes en fonte de la façade. Le préau est ouvert sur deux grandes cours refermées sur deux côtés par les classes.
Le préau est traité sur deux niveaux parcourus sur les quatre côtés d’une coursive métallique. Les parois et le plafond sont dominés par la brique et le métal, utilisés de manière décorative. Le plafond laisse apparaître les poutres maîtresses, finement sculptées, et les chevrons d’acier séparés par des briques de couleur crème qui supportent l’étage. Déposée sur un appareillage de briques de couleur, la galerie est soutenue par des consoles et une balustrade en acier à motifs de feuilles. Les murs de la cage d’escalier sont percés de baies en gradins à pilastres et linteaux de pierres sculptées. De belles balustrades à motifs courbes sur trumeaux garnis de sgraffites atténuent son apparente austérité.
Le plan axial des bâtiments, articulé autour des deux cours intérieures permet un éclairement maximum des espaces intérieurs. La subdivision en travées des grandes baies vitrées des façades sur cour donnent l’impression de fins piliers coiffés de chapiteaux en pierre. C’est l’effet d’optique heureux produit par les différents appareillages de la maçonnerie colorée. Ici encore, les linteaux métalliques des fenêtres sont sans fioriture. Les allèges des fenêtres de la cour sont pourvues de guirlandes en feuilles de chêne.
Les installations techniques méritent à elles seules le détour. L’éclairage électrique est produit grâce à la vapeur produite par la chaudière. Le chauffage à air pulsé trouve ici ses toutes premières utilisations : l’air aspiré de l’extérieur est filtré à travers une couche de laine de bois imbibée de glycérine avant être chauffé au contact de batteries à vapeur dans une salle spéciale. Humidifié et dépoussiéré, il est ensuite envoyé dans les gaines ménagères des murs.

## Accessibilité
Accès aux deux écoles : ligne 7 du tramway de Bruxelles arrêt Louis Bertrand ou bus 59 arrêt Herman ou bus 66 arrêt Azalées ou ligne 92 du tramway de Bruxelles arrêt Église Saint-Servais